# Apeadero de Figueirinha
El Apeadero de Figueirinha, también conocido como Estación de Figueirinha, es una plataforma ferroviaria retirada del servicio de la Línea del Alentejo, que servía a la zona de Figueirinha, en el ayuntamiento de Beja, en Portugal.